# Zigzag

Ejemplo de un patrón de zigzag.

El zigzag o ziszás (del francés zigzag) es un patrón formado por pequeñas esquinas en ángulos variables, aunque constantes dentro del zigzag, trazando un camino entre dos líneas paralelas; puede describirse como irregular y bastante regular. En geometría, este patrón se describe como un polígono infinito oblicuo sesgado. Desde el punto de vista de la simetría, se puede generar un zigzag regular a partir de un motivo simple como un segmento de línea mediante la aplicación repetida de una reflexión deslizada.

## Historia

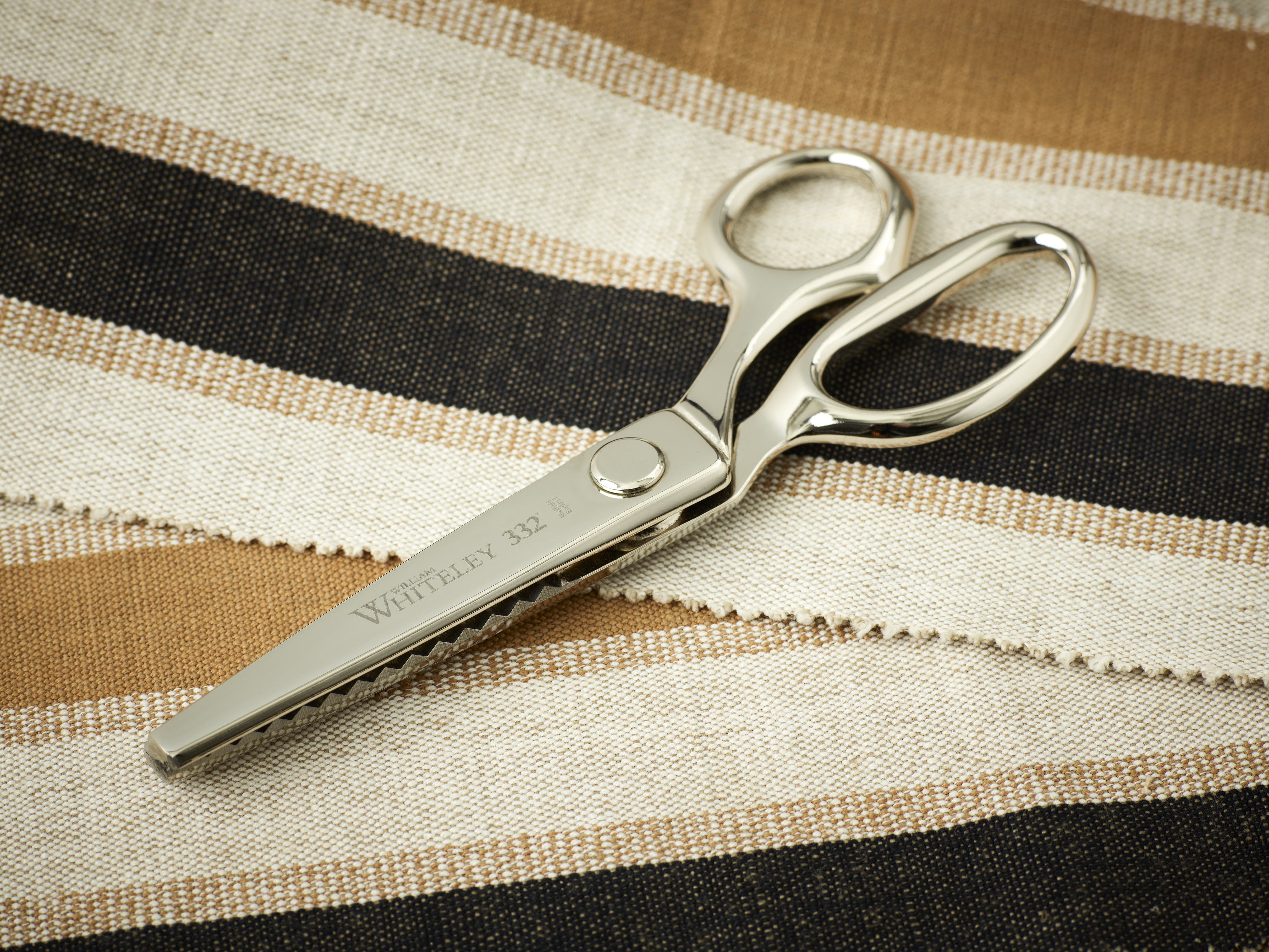
Una tijera de sierra, marca William Whiteley & Sons, sobre una tela con borde en zigzag.

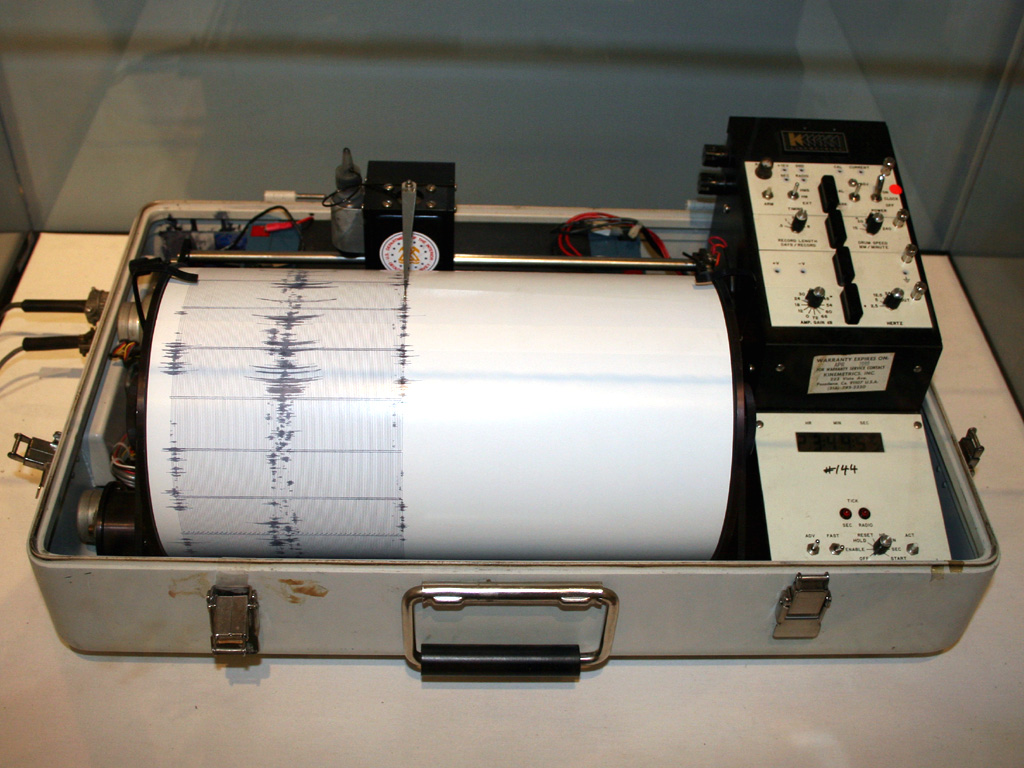
Un sismógrafo que muestra líneas en zigzag.

El grabado más antiguo conocido hasta la fecha procede de Trinil, un sitio paleontológico a orillas del río Solo, en la isla de Java, en Indonesia. Data de 500 000 años y su autor es el Homo erectus. Se trata de zigzags trazados con una herramienta puntiaguda sobre la concha de un molusco.

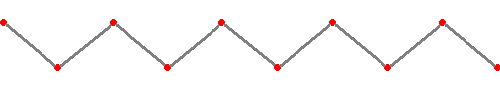
Representación gráfica del zigzag.

## Etimología
La palabra zigzag proviene del francés zigzag (documentada desde 1662), y este quizá del alemán Zickzack, a través del valón ziczac. O también, quizá por la forma de la letra zeta, que se repite dos veces en la palabra.

## Ejemplos de uso de zigzags
- En la naturaleza, diversas formas recuerdan el zigzag, como los rayos o las fracturas terrestres a lo largo de fallas.
- Las líneas en zigzag se utilizan en la señalización vial (así, una línea en zigzag pintada de amarillo permite marcar una parada de autobús).
- En electrónica y física, los trazos de una onda triangular o de una onda de sierra es un zigzag.
- Muchos objetos de uso común utilizan el zigzag como elemento realmente característico y funcional, por ejemplo, los cuchillos de dientes de sierra, usados para cortar pasta fresca, o las tijeras de dientes de sierra, usadas para cortar telas o papeles con un borde en zigzag, para reducir el deshilachado.[9]
- En costura, una puntada en zigzag es una puntada a máquina en un patrón en zigzag.[10] Se utiliza particularmente para coser elásticos, realizar pespuntes o incluso sobrehilados: realizado en el borde de un tejido, evita que este se deshilache.[11]
- El arco en zigzag es un ornamento arquitectónico utilizado en la arquitectura bizantina, islámica, normanda y románica.[12][13]
- Se utiliza frecuentemente para decorar cerámica, muebles, ropa y otros objetos en casi todas las culturas.
- En sismología, los terremotos se registran en forma de líneas en zigzag mediante el uso de un sismógrafo.[14]